# Kowylkino
Kowylkino (russisch Ковылкино, mokschanisch Лашма, Laschma) ist eine Stadt in der Republik Mordwinien (Russland) mit 21.307 Einwohnern (Stand 14. Oktober 2010).

## Geographie
Die Stadt liegt etwa 100 km südwestlich der Republikhauptstadt Saransk an der Mokscha, einem rechten Nebenfluss der in die Wolga mündenden Oka.
Kowylkino ist der Republik administrativ direkt unterstellt und zugleich Verwaltungszentrum des gleichnamigen Rajons.

## Geschichte
An Stelle der heutigen Stadt entstand spätestens im 17. Jahrhundert das Dorf Laschma. 1703 gelangte es in den Besitz eines tatarischen Fürsten und wurde nach diesem einige Zeit Kaschajewo genannt, später dann Woskressenskaja Laschma.
1892 wurde die Eisenbahnstrecke Moskau–Rusajewka–Sysran der Moskau-Kasaner-Eisenbahn in der Nähe vorbeigeführt. Die Station und die um sie entstehende Siedlung erhielten nach einem örtlichen Gutsbesitzer den Namen Arapowo. Stationssiedlung und altes Dorf verschmolzen schließlich miteinander und erhielten 1919 den heutigen Namen (nach einem Mitglied des Volkskommissariats für Verkehr, S. Kowylkin). 1960 erhielt der Ort Stadtrecht.

### Bevölkerungsentwicklung
| Jahr | Einwohner |
| ---- | --------- |
| 1939 | 5.093     |
| 1959 | 10.484    |
| 1970 | 17.300    |
| 1979 | 19.996    |
| 1989 | 21.615    |
| 2002 | 21.873    |
| 2010 | 21.307    |

Anmerkung: Volkszählungsdaten

## Söhne und Töchter der Stadt
- Roman Rasskasow (* 1979), Geher